# Pterygota thwaitesii
Pterygota thwaitesii är en malvaväxtart som först beskrevs av Maxwell Tylden Masters, och fick sitt nu gällande namn av Arthur Hugh Garfit Alston. Pterygota thwaitesii ingår i släktet Pterygota och familjen malvaväxter. Inga underarter finns listade i Catalogue of Life.